# サテライト宮崎
サテライト宮崎（サテライトみやざき）は、宮崎県宮崎市にある競輪場外車券売場である。
本項では併設されているオートレース場外車券売場のオートレース宮崎（オートレースみやざき）についても記述する。

## 概要
当初は競輪場外のサテライト宮崎として2003年8月に開設され、その後2015年4月に施設の一部を改装してオートレース宮崎がオープンしている。

## 発売スケジュール
- サテライト - 武雄競輪場の開催を中心とし、他にもすべての特別競輪・記念競輪、 一部の場のナイター競輪を発売。
- オートレース - 飯塚オートレース場の開催を中心とし、他にも全ての特別・GI・ 一部の場のナイターを発売。

## 施設
- 映像設備200インチビジョン
- 特別観覧席120席、ロイヤルルーム30席
- レストラン、売店

### GambooBETターミナル
2013年5月11日より日本トーターが運営する「Gamboo」により『GambooBETターミナル』が設置され、これにより競輪の重勝式投票であるKドリームスおよびDokanto!の現金投票が可能となっている。

## アクセス
- 宮崎駅から車で約25分
- 宮崎市内より無料送迎バスを運行（朝往路・夕復路各1便）。